# Vila Olímpia
A Vila Olímpia é um bairro nobre localizado na Zona Oeste da cidade de São Paulo, capital do Estado de São Paulo, localizado no distrito do Itaim Bibi, sendo administrado pela Subprefeitura de Pinheiros. É também um dos grandes centros financeiros da cidade, assim como o Centro, a Avenida Paulista, Avenida Brigadeiro Faria Lima e o Brooklin Novo. Popularmente, e em algumas reportagens, a região é erroneamente considerada como pertencente à Zona Sul, porém é administrada pela Subprefeitura de Pinheiros, sendo oficialmente integrada à Zona Oeste.
É limitada pela Avenida Santo Amaro, Avenida dos Bandeirantes, Marginal Pinheiros e Avenida Juscelino Kubitschek, sendo cortada ao meio pela Avenida Faria Lima e Avenida Hélio Pellegrino. Tem como limítrofes os bairros Itaim Bibi, Brooklin Novo, Moema, Vila Nova Conceição  e Cidade Jardim. A Vila Olímpia é um dos mais movimentados e valiosos metros quadrados da América Latina.

## História
Antes de sua urbanização, a região era habitada por indígenas durante o período pré-colonial e, com a chegada dos colonizadores portugueses, transformou-se em uma área periférica de São Paulo, coberta por matas e pequenos cursos d'água. No século XIX, o território ainda era predominantemente rural, composto por grandes propriedades de terra de imigrantes e descendentes de italianos e portugueses em sua parte mais alta e de terrenos aladiços na várzea do rio Pinheiros, na parte baixa.  A partir do crescimento de São Paulo como um centro econômico e a expansão da malha ferroviária, a área começou a ser vista como potencial para urbanização. No início do século XX, a Vila Olímpia começou a ser loteada a partir de propriedades rurais, como a Chácara da Glória e a Fazenda Itahy. A urbanização foi inicialmente lenta, mas ganhou impulso com a chegada de imigrantes, principalmente italianos e japoneses, que vieram para São Paulo em busca de melhores oportunidades. 
Nos anos 1930 houve um loteamento destas propriedades rurais e áreas verdes, havendo uma urbanização da área. Nas áreas de várzea, indústrias de médio e grande porte, sofriam pelas constantes enchentes do rio Pinheiros, tornando a região menos valorizada.
A partir dos anos 1990 o bairro recebeu melhorias, realizadas pela Prefeitura da cidade e a Associação Colmeia, tais como: a construção ou melhoramentos das avenidas e alargamentos de ruas que geraram uma ligação do bairro com diversas áreas da cidade. Após as obras subterrâneas nos rios Uberaba e Uberabinha houve um grande boom imobiliário por causa do fim dos grandes alagamentos.
Este processo cumulou em importantes mudanças na Vila, como a valorização dos imóveis, tráfego intenso de veículos e pessoas, migração das indústrias para outras localidades, investimentos privados em tecnologia de ponta, possibilitando a edificação de "prédios inteligentes" e mega empreendimentos.
No bairro, havia, na Rua Coliseu, travessia da Avenida Funchal, uma favela chamada de "Favela Coliseu" ou "Favela Funchal", que foi removida no contexto do programa Operação urbana consorciada Faria Lima.

## Atualidade
Hoje, no século XXI, o bairro é um dos mais importantes centros empresariais de São Paulo, especialmente no setor de tecnologia e finanças, com a instalação de empresas multinacionais e a construção de arranha-céus modernos. A arquitetura da Vila Olímpia é marcada por prédios de vidro e aço que abrigam escritórios de empresas renomadas, além de uma oferta diversificada de restaurantes, bares e uma vida noturna agitada, tornando-se um importante polo de entretenimento. Embora o bairro não seja conhecido por igrejas históricas, reflete a diversidade cultural de São Paulo, com eventos e festivais que celebram a gastronomia e a música. O nome "Vila Olímpia" evoca um projeto de urbanização com referências gregas de beleza e progresso.
Geograficamente, a Vila Olímpia está situada em uma região plana, com uma altitude média de 760 metros. A intensa urbanização reduziu as áreas verdes, mas o Parque do Povo, nas proximidades, serve como uma importante área de lazer. O bairro também possui algumas praças e áreas arborizadas que oferecem respiro em meio ao cenário urbano.
Como infraestrutura de lazer, a Vila Olímpia conta com o Shopping Vila Olímpia, que oferece uma variedade de lojas e um cinema moderno. Feiras de rua e mercados são comuns, refletindo a tradição paulistana de comércio local. Em termos de transporte público, o bairro é bem conectado, incluindo a estação de trem da CPTM que leva o mesmo nome, além de várias linhas de ônibus, facilitando a mobilidade dos habitantes e visitantes.
Abriga inúmeros escritórios de multinacionais e empresas nacionais como: Unilever, Grupo Santander, Mover Participações, McKinsey & Company, Management Solutions, Chrysler, CPFL, Bain & Company, Comgás, Gol Linhas Aéreas, Enel Distribuição, Kimberly-Clark, Parmalat, Suggar 011, Alpargatas S.A. e canais de televisão, exemplos da FOX Latin America Channels e Discovery Inc.. Muitas empresas high tech que hoje estão entre as maiores do mundo se encontram também na região: Facebook (primeiro escritório da América Latina), Google, Yahoo!, ApontadorMapLink, Motorola, Sony Mobile Communications, Intel, Symantec, Microsoft, Americanas S.A. entre muitas outras. Devido à presença destas empresas o bairro foi chamado de Vale do Silício paulistano.
Essa gama de empresas faz com que nos arredores da Rua Funchal, uma das principais do bairro, haja mais helipontos do que pontos de ônibus. O bairro nobre possui 25 helipontos, mais que os 24 pontos de ônibus que estão localizados em vias estreitas, havendo constantes congestionamentos. Este fato reflete a falta de planejamento urbano a partir da década de 1990, quando houve uma explosão de lançamentos de edifícios novos e modernos na área. Vila Olímpia também sofre com de falta de estacionamentos para atender sua grande demanda. A região também tem grande fama por conta de sua vida noturna, seus diversos bares e casas noturnas cuja característica é a música eletrônica, considerada por isso como uma das principais áreas de lazer da juventude paulistana. Uma dessas casas de show era a Via Funchal, estabelecimento que, em 10 anos de existência, promoveu 916 shows e 803 eventos, trazendo um público de mais de três milhões e oitocentas mil pessoas ao bairro. Também está localizado no bairro a E-Tower, um dos edifícios de maior destaque da capital paulista, o WTorre Plaza, o Insper, Universidade Anhembi Morumbi, o Shopping Vila Olímpia e o W Residences, que está em construção.
É um bairro de alto-padrão, recebendo a classificação pelo CRECI como "Zona de Valor B", mesmo grau de: Jardim Paulistano, Alto de Santana e Pinheiros. Em 2024 em um ranking feito pelo jornal O Estado de São Paulo o bairro apresentava 3 vias entre os 10 maiores metros quadrados do país para o aluguel de imóveis: Rua Min. Jesuíno Cardoso (R$ 222,00) - 1° lugar, Rua Chilon (R$ 203,00) - 2° lugar e Rua Elvira Ferraz (R$ 152,00) - 9° lugar. 